# Kurt Jara
Kurt Jara (Innsbruck, 14 d'octubre de 1950) és un futbolista austríac retirat de la dècada de 1970.
Debutà amb la selecció d'Àustria el juliol de 1971 en un amistós a São Paulo enfront del Brasil. Participà en els Mundials de 1978 i 1982. En total defensà la selecció en 59 partits i marcà 15 gols. El seu darrer partit fou l'abril de 1985 davant Hongria.
Pel que fa a clubs, començà la seva trajectòria esportiva al club de la seva ciutat, el FC Wacker Innsbruck. L'any 1973 fitxà pel València CF on romangué dues temporades. A continuació jugà a Alemanya, a MSV Duisburg i Schalke 04, i es retirà al Grasshopper suís. Precisament en aquest club s'inicià com a entrenador, entrenant més tard a Alemanya, Suïssa, Grècia o Xipre. Alguns dels clubs on entrenà foren AO Xanthi, APOEL Nicòsia, Hamburger SV, 1. FC Kaiserslautern o Red Bull Salzburg.

## Palmarès
- Lliga austríaca de futbol (3):
  - 1971, 1972, 1973
- Copa austríaca de futbol (2):
  - 1970, 1973
- Lliga suïssa de futbol (3):
  - 1982, 1983, 1984
- Copa suïssa de futbol (1):
  - 1983